# Condado de Orange (Carolina do Norte)
O Condado de Orange é um dos 100 condados do estado americano da Carolina do Norte. A sede do condado é Hillsborough, e sua maior cidade é Hillsborough. O condado possui uma área de 1 039 km² (dos quais 4 km² estão cobertos por água), uma população de 118 227 habitantes, e uma densidade populacional de 114 hab/km² (segundo o censo nacional de 2000). O condado foi fundado em 1752.